# Sjoukje Dijkstra
Sjoukje Rosalinde Dijkstra, po mężu Kossmayer (ur. 28 stycznia 1942 w Akkrum we Fryzji, zm. 2 maja 2024 w Someren) – holenderska łyżwiarka figurowa startująca w konkurencji solistek. Mistrzyni olimpijska z Innsbrucka (1964), wicemistrzyni olimpijska z Squaw Valley (1960), uczestniczka igrzysk olimpijskich (1956), trzykrotna mistrzyni świata (1962–1964), 5-krotna mistrzyni Europy (1960–1964) oraz 6-krotna mistrzyni Holandii (1959–1964).
W 1964 roku Dijkstra zdobyła pierwszy w historii złoty medal dla Holandii podczas zimowych igrzysk olimpijskich.
Dijkstra była znana z tego, że potrafiła wykonywać wysokie skoki z dużą prędkością i energią. Po zakończeniu amatorskiej kariery w 1964 roku Dijkstra występowała w rewii łyżwiarskiej Holiday on Ice przez 8 lat.

## Życie prywatne
Jej ojcem był łyżwiarz szybki Luitzen „Lou” Dijkstra, który reprezentował Holandię na Zimowych Igrzyskach Olimpijskich 1936. Ojciec Sjoukje zginął w wypadku samochodowym dwa miesiące po zdobyciu przez nią mistrzostwa olimpijskiego w 1964 roku. Sjoukje Dijkstra wyszła za mąż za Karla Kossmayera, z którym miała dwie córki Rosalie i Katję.

## Osiągnięcia
| Zawody               | 53–54          | 54–55          | 55–56          | 56–57          | 57–58          | 58–59          | 59–60          | 60–61          | 61–62          | 62–63          | 63–64          |                |                |                |                |                |                |
| Międzynarodowe       | Międzynarodowe | Międzynarodowe | Międzynarodowe | Międzynarodowe | Międzynarodowe | Międzynarodowe | Międzynarodowe | Międzynarodowe | Międzynarodowe | Międzynarodowe | Międzynarodowe | Międzynarodowe | Międzynarodowe | Międzynarodowe | Międzynarodowe | Międzynarodowe | Międzynarodowe |
| -------------------- | -------------- | -------------- | -------------- | -------------- | -------------- | -------------- | -------------- | -------------- | -------------- | -------------- | -------------- | -------------- | -------------- | -------------- | -------------- | -------------- | -------------- |
| Igrzyska olimpijskie |                |                | 12             |                |                |                | 2              |                |                |                | 1              |                |                |                |                |                |                |
| Mistrzostwa świata   |                | 21             | 16             | 12             | 16             | 3              | 2              |                | 1              | 1              | 1              |                |                |                |                |                |                |
| Mistrzostwa Europy   | 19             |                | 7              |                | 6              | 2              | 1              | 1              | 1              | 1              | 1              |                |                |                |                |                |                |
| Richmond Trophy      |                | 2              | 3              | 1              | 1              | 1              |                |                |                |                |                |                |                |                |                |                |                |
| Krajowe              |                |                |                |                |                |                |                |                |                |                |                |                |                |                |                |                |                |
| Mistrzostwa Holandii | 3              | 2              | 2              | 2              | 2              | 1              | 1              | 1              | 1              | 1              | 1              |                |                |                |                |                |                |

## Nagrody i odznaczenia
- Światowa Galeria Sławy Łyżwiarstwa Figurowego – 2013[14]